# Železniční trať Katovice–Zwardoń
Železniční trať Katovice–Zwardoń je důležitá polská železniční trať, která je v celé délce elektrizovaná a je částečně dvoukolejná.

## Historie
Nejstarší částí této trati je kratičký úsek Kattowitz (nyní Katowice) – Idahütte (Katowice Ligota), který je v provozu již od 1. prosince 1852. Tehdy se jednalo o část privátní dráhy Oberschlesische Eisenbahn. Úsek Dzieditz (Czechowice Dziedzice) – Bielitz Biala (Bielsko Biała Główna) byl dán do provozu 17. prosince 1855 jako součást Severní dráhy císaře Ferdinanda. Následovalo otevření trati Tichau (Tychy) – Dzieditz (Czechowice Dziedzice) 15. listopadu 1868, dále Bielitz Biala (Bielsko Biała Główna) – Saybusch-Zablocie (Żywiec) 18. srpna 1878 a Saybusch-Zablocie – Zwardoń (3. listopadu 1884). Nejmladší úsek je Idaweiche (Katowice Ligota) – Tichau (Tychy), ten byl dán do provozu až 2. listopadu 1912.